# Физир ФА-1
Физир ФА-1 (Физир Амфибија први) је хидроавион додатно опремљен точковима тако да је могао да слеће и на водену површину као и на тврдо тло. Конструисао га је и направио инж. Рудолф Физир 1930. године. Био је опремљен мотором Walter-Vega па му отуда и други назив под којим је био познатији Физир Вега. Поред овог назива за овај авион се још може наћи назив АФ-2 (Амфибија Физир 2)

## Пројектовање и развој
Радећи на пројектима хидроавиона Физир Ф1М (Велики Физир) и Физир ФН Хидро (Мали Физир) инж. Физир је стекао довољно искуства и у пројектовању и градњи хидро авиона. За разлику од претходних конструкција које су биле класични авиони са пловцима код овог авиона се одлучио за чунолики хидроавион код којих је труп авиона у облику чамца а авион кад слеће на воду слеће на труп.
С собзиром на то да је у то време у нашој земљи била оскудна аеродромска инфраструктура а у исто време обиловала великим воденим површинама (море, реке, језера и канали) дошао је на идеју да развије авион амфибију која би могла да слеће и на тло као и на водене површине.
У лето 1929. године формиран је пројектни тим: инж. Р. Физир, инж. Д. Станков, инж. И. Рукавина и тех. Јосип Вук који је одмах почео са пројектовањем. До краја те године пројект је био готов и почела је реализација у Физировој авио радионици у Петроварадину. Иако је у међувремену настао проблем са финансирањем, пројектован и направљен авион Физир ФА-1 који је имао амфибијска својства је 12. новембра 1930. године имао свој први пробни лет. Пробни пилот је био саобраћајни пилот В. Стрижевски.
Овај лет је обављен на аеродрому Нови Сад, а након тога је направљено неколико летова са Дунава, затим Саве, са аеродрома у Земуну и на крају тестирања пилот Јаклич и инж. Рукавина су преко Сарајева одлетели до Сплита да изврше тестирања на мору. Као круна свега, авион је добио пловидбену дозволу и регистрован је под ознаком UN-PAT.
То је био први авион ове врсте у нашем ваздухопловству. У тадашњим стручним круговима сматрано је да је немогуће пројектовати авион ове класе са снагом испод 100 KS, међутим инж. Физиру је пошло за руком да направи авион амфибију са мотором снаге 85 KS, која је у лету показала одличне резултате.
Авион је откупио Аероклуб Краљевине Југославије "Наша Крила" за потребу обучавања пилота. Када је дошло до промене регистрација добио је ознаку YU-PAT и под њом летео све до 1937. године.

## Технички опис
Авион је био висококрилни једнокрилац (парасол) са једним мотором и два члана посаде.
Труп авиона је направљен као чамац са кабином. Костур је направљен од јасеновог дрвета а облога од водоотпорног шпера (фурнира). Кабина је имала велике прозоре који су штитили посаду од ветра и воде. На крову кабине је био смештен резервоар са бензином који је са крилима представљао једну целину. На задњој страни кабине на челичним носачима се налазио мотор. У кабини су била два седишта у тандем распореду (једно иза другог) а авион је имао дупле команде тако да је могао да служи и као школски авион за обуку пилота. Труп је са обе бочне стране имао уграђена два пловка која су имала три функције: једна је да повећа стабилност летелица на води, друга је да су на те пловке биле ослоњене упорнице крила авиона а трећа је да се на њих са доње стране причврсте точкови стајног трапа. Вертикални стабилизатор са чамцем (трупом авиона) чини једну целину.
Погонска група се састојала од једног петоцилиндричног радијалног мотора са ваздушним хлађењем Walter Vega снаге 85 KS и дрвене потисне елисе.
Крила су дрвене конструкције пресвучена платном, рамењаче су кутијасте направљене од оморике. Крила су била правоугаоног облика са заобљеним крајевима, оса крила је била закошена у назад у односу на осу трупа авиона. Ради повећања крутости, крила су косим упорницама (по пар са сваке стране) везане за крајеве пловака. Конструкција хоринзонталног стабилизатора је од дрвета пресвучена платном која је са доње стране подупрта упорницама. Кормило висине и правца су направљени као конструкција од заварених челичних цеви обложених платном.
За пловке је био причвршћен стајни трап који се састојао од два предња точка и челичне опруге на репу која је вршила функцију дрљаче. Точкови су се могли помоћу једног точка у кабини пилота подићи када авион треба да слети на водену површину. Спуштање и подизање трапа се могло обавити скоро тренутно. Амортизација стајног трапа се вршила помоћу гумених ваљака.

## Корисници
- Југославија
  - Аероклуб Краљевине Југославије „Наша Крила“

## Оперативно коришћење
Већ у току 1931. године одмах након фабричког тестирања амфибија Физир Вега је направила више дужих летова са спуштањем на земљу, Дунав, Саву и море. Авион је откупила Средишња управа Аеро клуба Краљевине Југославије "Наша Крила" из Београда и регистровао га под бројем UN-PAT 02.06.1931. године. Када је дошло до промене регистрација добио је ознаку YU-PAT и под њом летео све до 1937. године. Једно време авион је коришћен за демонстрационе летове у циљу популаризације ваздухопловства. Замислите ту атракцију кад авион слети на плажу препуну купача у Новом Саду или Београду. Иако је авион био у власништву Средишња управа Аероклуба из Београда овај авион је стављен на располагање аеро клубовима у земљи. Авион је прво додељен Аеро клубу из Осијека, град је имао и аеродром као и реку Драву тако да је могао свестрано да се користи. У Осјеку се авион користио све до 1935. године када је Аеро клуб добио новог Физира ФН. Након тога Физир Вега је додељен приморским клубовима на Јадрану за обуку и тренажу тамошњег чланства.